# 新宿コズミックセンター
新宿コズミックセンター（しんじゅくコズミックセンター）は、東京都新宿区大久保にある区立体育館・教育センター。新宿区立新宿コズミックスポーツセンターと新宿区立教育センターとの複合施設になっている。1992年（平成4年）10月10日、東京都新宿区立総合体育館二号館及び東京都新宿区立教育センターとして開館した。

## 概要
地下1階から地上3階までが新宿コズミックスポーツセンター、地上4階から8階までが教育施設が設置されている新宿区立教育センターになっている。「新宿区基本計画」と「新宿区都市整備方針」に基いて整備・建設された。 
同じ新宿区立の体育館である新宿スポーツセンターとは徒歩5分のところにある。これは、新宿という場所柄、建設できる土地が限られており、元々1962年にスポーツセンターの分館として体育館が建設された土地に教育センターとの複合施設として建設するしかなかった、という事情によるものである。
新宿スポーツセンターは個人利用に重きを置き、コズミックセンターは団体利用に重きを置いた運営になっている。各種教室もコズミックセンターには多い。

## 施設
参照
- 地下3階(929.63平方メートル）書庫
- 地下2階(3424.88平方メートル)駐車場や倉庫など
- 地下1階(3335.12平方メートル)　温水プール(25m)、小体育室、幼児体育室、子供運動広場
- 1階(2971.20平方メートル）弓道場、第一武道場、第二武道場、新宿未来創造財団事務局など
- 2階(2762.36平方メートル)大体育室、事務室
- 3階(1005.27平方メート)大会議室、小会議室など
- 4階(722.47平方メートル)調査研究室、教育センター事務室
- 5階(722.47平方メートル)大研修室、中研修室など
- 6階(709.68平方メートル)国際理解室[11]・教育資料センターなど
- 7階(1001.70平方メートル)つくし教室[12]・教育相談室など
- 8階(1001.70平方メートル)プラネタリウムなど

## 交通アクセス
- 東京メトロ副都心線・西早稲田駅より徒歩5分
- バス(都営バス)新宿駅西口より早77系統・渋谷駅・池袋駅より池86系統・高田馬場駅より高71系統「新宿コズミックセンタ―前」下車